# R Bootis
R Bootis är en pulserande variabel av Mira Ceti-typ i stjärnbilden Björnvaktaren. Stjärnan var den första i Björnvaktarens stjärnbild som fick en variabelbeteckning.
Stjärnan varierar mellan magnitud +6,2 och 13,1 med en period av 233,4 dygn.

## Fotnoter
1. ↑  Variabelstjärnornas beteckningar börjar med bokstäverna R-Z, därefter A-Q , följt av RR-ZZ och AA-QQ, varefter de börjar betecknas med bokstaven V och ett ordningsnummer, från och med V335.